# Najstarsza Synagoga w Pradze
Najstarsza Synagoga w Pradze – pierwsza synagoga znajdująca się w Pradze, w okolicy podgrodzia praskiego zamku, prawdopodobnie na dzisiejszej Malej Stranie.
Nie jest znana data powstania synagogi. Wiadomo o niej jedynie, że w 1142 została spalona i już jej nie odbudowano. Do tej pory nie odnaleziono jej śladów. W pobliżu tej synagogi znajdowała się osada żydowska, która istniała aż do założenia praskiego getta.